# Ellen Wille
Pour les articles homonymes, voir Wille.
Ellen Wille, née le 12 juillet 1954, est une professeur de sciences et dirigeante sportive norvégienne. Elle est considérée comme étant la mère du football féminin.

## Biographie
Adolescente, Ellen Wille a pratiqué le handball a un niveau amateur. Il lui arrivait de pratiquer le jeu au pied à l'échauffement, avec ses coéquipières. Elle a eu en 1971 l'idée d'organiser un tournoi de football féminin. Seize équipes féminines y ont pris part et le journal Dagbladet couvre l'événement. Ce championnat amateur est à l'origine du football féminin en Norvège. Ellen Wille joue au football pendant une vingtaine d'années (elle est attaquante dans le club d'Asker (en)) et prend des responsabilités au sein de la fédération norvégienne de football. En 1986, à Mexico, elle prend la parole lors du 45e congrès de la FIFA pour réclamer la création d'une Coupe du monde féminine et d'un tournoi olympique féminin.